# Salvaje y peligrosa
Salvaje y peligrosa (conocida también como XY and Zee y Zee and Company) es una película dramática británica de 1972 dirigida por Brian G. Hutton y protagonizada por Elizabeth Taylor, Michael Caine y Susannah York.

## Sinopsis
Zee (Elizabeth Taylor) y Robert Blakeley (Michael Caine) son un atormentado matrimonio londinense de clase alta, cuya única diversión es destruirse mutuamente. Cuando Robert se enamora de una atractiva viuda (Susannah York), Zee decide entrometerse para arruinar la nueva relación de su marido. 

## Reparto
- Elizabeth Taylor como Zee Blakeley.
- Michael Caine como Robert Blakeley.
- Susannah York como Stella.
- Margaret Leighton como Gladys.
- John Standing como Gordon.
- Mary Larkin como Rita.
- Michael Cashman como Gavin.

## Premios y nominaciones
- 1972: Globos de Oro: Nominada Mejor película extranjera de habla inglesa
- 1971: Premios David de Donatello: Mejor actriz extranjera (Elizabeth Taylor)

## Recepción crítica
Las opiniones críticas de la película fueron variadas. Roger Ebert escribió que si bien la película "no es una obra maestra", todavía satisface al público ya que "se descomprime con un agradable y vulgar clip". Dijo que Elizabeth Taylor es la atracción principal de la película, pero el énfasis en ella le resta algo a una representación más completa del triángulo amoroso en la película.